# Deuteronomos nigrescens
Deuteronomos nigrescens är en fjärilsart som beskrevs av Barend J. Lempke 1970. Deuteronomos nigrescens ingår i släktet Deuteronomos och familjen mätare. Inga underarter finns listade i Catalogue of Life.